# Nicholas Hormann
Nicholas Hormann (22 de diciembre de 1944) es un actor estadounidense, nacido en Honolulu, Hawái. Ha participado en series como Dallas, Quincy M.E., Emerald Point N.A.S., entre otras. 

## Filmografía
- Modern Family (2013)
- Parks and Recreation (2011)
- The Americans (2011)
- Desperate Housewives (2009)
- Médium (2007)
- Bones (2005)
- According to Jim (2004)
- The West Wing (2002)
- City Guys (2000)
- Frasier (2000)
- Encore! Encore! (1999)
- Profiler (1998)
- Sweet Justice (1994)
- The John Larroquette Show (1994)
- Sisters (1994)
- Seinfeld (1992-1993)
- Reasonable Doubts (1993)
- Family Matters (1992)
- The Wonder Years (1989)
- Studio 5-B (1989)
- Murphy Brown (1989)
- California (1989)
- Tour of Duty (1989)
- Beauty and the Beast (1988)
- Probe (1988)
- Santa Barbara (1988)
- Webster (1983-1988)
- The Popcorn Kid (1987)
- Hard Copy (1987)
- It's a Living (1986)
- Alfred Hitchcock Presents (1986)
- Misfits of Science (1985)
- Who's the Boss? (1985)
- The Paper Chase (1985)
- Reemington Steele (1985)
- St. Elsewhere (1985)
- One Life to Live (1984)
- Emerald Point N.A.S. (1984)
- Tales of the Unexpected (1983)
- Radio Cincinnati (1982)
- McClain's Law (1982)
- Hart y Hart (1981)
- Taxi (1981)
- Quincy M.E. (1980-1981)
- Dallas (1981)
- Buck Rogers in the 25th Century (1980)
- OHMS (1980)
- Great Performances (1975)